# 張昭 (永樂進士)
張昭，江西奉新縣人，明朝政治人物、進士。
永樂四年（1406年），其中進士二甲第六十三名，授刑科給事中。